# 奇口脂鯉
奇口脂鯉，為輻鰭魚綱脂鯉目脂鯉亞目脂鯉科的其中一個種，為熱帶淡水魚，分布於南美洲巴西東南部沿岸淡水流域，體長可達8.1公分，棲息在沙泥底質水域，成群活動，屬雜食性，以蠕蟲、甲殼類及植物等為食，生活習性不明。

## 扩展阅读
- 維基物種上的相關：奇口脂鯉